# Eric Backman
Eric Natanael Backman  (ur. 18 maja 1896 w Acklinga w pobliżu Tidaholm, zm. 29 czerwca 1965 w Skövde) – szwedzki lekkoatleta długodystansowiec, czterokrotny medalista olimpijski z 1920 z Antwerpii.
Na igrzyskach olimpijskich w 1920 w Antwerpii startował w kilku konkurencjach lekkoatletycznych, w większości z nich zdobywając medale.  Największy sukces odniósł w biegu przełajowym, w którym zajął 2. miejsce za Finem Paavo Nurmim. Wysoka pozycja Backmana w klasyfikacji indywidualnej sprawiła, że wraz z kolegami z reprezentacji (Gustafem Mattssonem i Hildingiem Ekmanem) zdobył brązowy medal drużynowo w tej konkurencji. Backman był również brązowym medalistą w biegu na 5000 metrów (za Francuzem Josephem Guillemotem i Nurmim). Zdobył także brązowy medal w biegu 3000 metrów drużynowo, razem z kolegami z zespołu Edvinem Wide i Svenem Lundgrenem. Na tych samych igrzyskach startował również w biegu na 10 000 metrów, w którym dostał się do finału, ale go nie ukończył.  
Backman był rekordzistą Szwecji na 5000 metrów (14:51,0 z 1919, poprawiony w 1923), dwukrotnym na 5 mil (do 24;44,4 w 1918, poprawiony w 1940) oraz dwukrotnym na 10 000 metrów (do 31:02,2 w 1921, pobity w 1924). Był mistrzem Szwecji na 5000 metrów w latach 1920–1922 i na 10 000 metrów w latach 1918–1920, 1922 i 1923.